# José Lemos
Pour les articles homonymes, voir Lemos.
José Gregorio Lemos Rivas, né le 4 juin 1991, est un athlète colombien, spécialiste du décathlon.
Il détient le record national de la discipline, battu en avril 2018 lors du Multistars à Florence, puis lors de sa médaille d’argent des Jeux d’Amérique centrale et des Caraïbes de 2018, avec 7 913 points.